# Fortune 500
Fortune 500 è una lista annuale compilata e pubblicata dalla rivista Fortune che classifica le 500 maggiori imprese societarie statunitensi misurate sulla base del loro fatturato.
Nel 2023 le prime quattro posizioni sono le seguenti:
- 1. Walmart (catena di supermercati)
- 2. Amazon.com (vendite online)
- 3. ExxonMobil (azienda di energia e petrolio)
- 4. Apple (tecnologia)